# Antoine Poidebard
Antoine Poidebard (Lione, 12 ottobre 1878 – Beirut, 17 agosto 1955) è stato un militare, religioso e archeologo francese.
Fu capitano tra gli aviatori francesi; successivamente divenne un religioso. Egli può considerarsi il vero promotore dell'aereoarcheologia, poiché attraverso i suoi voli riuscì a scoprire il tracciato del limes romano in Siria (ricerche tra il 1925-1932 e il 1934-1942) e a rilevare le città fenicie di Tiro e Sidone.